# Екологічна газета
«Екологічна газета» — підписне видання екологічного спрямування. Основу газети складають надіслані читачами матеріали про екологію та здоров'я, так само як авторські художні твори.
Головні редактори:
- Василь Нібак (2004—2006)
- Олеся Рудешко (від 2007)

У 2006 році «Екологічна газета» була рупором київських природоохоронних організацій та взірцем незалежності серед ЗМІ загалом. У цей час, поміж іншого, газета стала одним з двох видань (іншим був «Урядовий кур'єр»), які опублікували відкритий лист до Президента з проханням звільнити з посади ректора Київського національного університету Віктора Скопенка та зупинити на території вишу незаконне будівництво, а також виграла справу проти себе у суді від критикованого газетою забудовника у селі Зазим'я, Київська область.
Однак після звільнення керівником газети її головного редактора та зміни формату видання на початку 2007 року, газета жорстко критикувалася за відмову від критики політичної влади та гостро соціальної проблематики на користь її розважального характеру, а також порушення авторських прав та значний вміст російськомовних матеріалів.
Навесні 2008-го, керманич «Екологічної газети» та маловідомої Народної екологічної партії Валентин Сердюк заявив, що неочікуваний обшук в їх офісах, що відбувся на наступний день після публікації резонансної статті «Татарка: ще один злочин київської влади», було здійснено як акцію залякування.
До особливостей газети належать майже повна відсутність її реклами та повсякчасне розміщення на її титульній сторінці статей та фотографій Валентина Сердюка (станом на квітень 2009).